# 3
Het jaar 3 is het derde jaar in de 1e eeuw volgens de christelijke jaartelling.

## Gebeurtenissen

### Italië
- Lucius Aelius Lamia en Marcus Valerius Messalla Messallinus zijn consul in het Imperium Romanum.
- De Senaat verlengt de bevoegdheden van keizer Augustus als princeps voor een ambtsperiode van 10 jaar.

### Gallië
- De Gallische bevolking maakt kennis met de Romeinse architectuur, zoals boogconstructies van steen.

### Klein-Azië
- Gaius Vipsanius Agrippa voert een veldtocht in Armenië en raakt gewond tijdens de belegering van Artagira.

### China
- Wang Mang trekt in het rijk van de Han-dynastie de macht naar zich toe. In China wordt de kruiwagen ontdekt.

## Geboren
- Domitia Lepida, dochter van Lucius Domitius Ahenobarbus (overleden 55)
- Paulus, apostel en leider van de vroege christelijke kerk (christendom)
- Tiberius Claudius Balbillus, Romeins politicus en astroloog (overleden 79)